# Simulium dubitskii
Simulium dubitskii är en tvåvingeart som först beskrevs av Yankovsky 1996.  Simulium dubitskii ingår i släktet Simulium och familjen knott. Inga underarter finns listade i Catalogue of Life.